# Böhse Onkelz
Böhse Onkelz ([ˌbøːzə ˈʔɔŋkəls]) – niemiecka grupa rockowa działająca w latach 1980–2005. Przez 25 lat ich muzyka przeszła ewolucję od punk rocka, przez oi!, metal do szeroko pojętego hard rocka. Posądzani o szerzenie we wczesnych latach treści faszystowskich nagrywając piosenki jak „Türken raus” („Turcy won”). Sami dystansują się od oskarżeń o nazistowskie korzenie, przyznając się jednak do niechęci do obcokrajowców w tamtym czasie.
Zespół przez 25 lat swojego istnienia zyskał w Niemczech status kultowego, i pomimo że przez cały okres istnienia pozostał niezależny, spotykając się z dyskryminacją ze strony mediów, zrobił wielką karierę. Wydał ponad dwadzieścia płyt. Podczas pożegnalnego koncertu w czerwcu 2005 roku zgromadził on ponad 120-tysięczną publiczność. W 2014 zespół wznowił działalność.

## Skład
- Kevin Richard Russell – śpiew
- Matthias ‘Gonzo’ Röhr – gitara elektryczna i akustyczna (w zespole od 1981 r.)
- Stephan ‘Der W’ Weidner – gitara basowa, śpiew, gitara akustyczna
- Peter ‘Pe’ Schorowsky – perkusja

## 1980-1981: Początek
Kevin Russell, Peter Schorovsky i Stephan Weidner byli kolegami z podwórka w miejscowości Hösbach w Bawarii. Początkowo, przez pierwszych kilka tygodni działalności nazywali się Beulenpest. Ich późniejsza nazwa wzięła się stąd, że zostali oskarżeni przez grupkę dzieci o kradzież sanek. Jeden z dzieciaków na ich widok krzyknął „Hey, da sind die bösen Onkels schon wieder / Hej, to znów nadchodzą źli wujkowie”. „Böse Onkels” jest określeniem używanym przez dzieci na osoby dorosłe lub starsze dzieciaki, które zrobią coś złego. Zdarzenie miało miejsce 25 XI 1980 r. i dzięki niemu zespół zawdzięcza swą nazwę, zaś ta data jest uznawana za początek istnienia zespołu. Na początku Stephan grał na gitarze elektrycznej, Peter na perkusji, a Kevinowi przypadła rola wokalisty. Gdy w 1981 r. dołączył do nich Matthias „Gonzo” Röhr, przyjął początkowo rolę basisty. Jako jedyny z nich miał większe doświadczenie muzyczne, grał już od kilku lat i miał już okazję grać w kilku zespołach (m.in. Antikörper i Headliner). W tym składzie zespół wydał w 1982 r. swój utwór „Hippies” na składance „Soundtracks zum Untergang 2". Tuż przed tym nagraniem Stephan i Gonzo zamienili się instrumentami i tak pozostało do końca. Na samym początku zespół skierował się w stronę punk rocka, a jego pierwszymi inspiracjami muzycznymi były takie grupy jak Sex Pistols i Ramones.

## Dyskografia

### Albumy
- 1984 Der nette Mann
- 1985 Böse Menschen – Böse Lieder
- 1986 Mexico
- 1987 Onkelz wie wir
- 1988 Kneipenterroristen
- 1989 Lügenmarsch
- 1990 Es ist soweit
- 1991 Wir ham’ noch lange nicht genug
- 1992 Heilige Lieder
- 1993 Weiß
- 1993 Schwarz
- 1994 Gehasst, verdammt, vergöttert… Die letzten Jahre
- 1995 Hier sind die Onkelz
- 1996 E.I.N.S.
- 1998 Viva los Tioz
- 2000 Ein böses Märchen
- 2002 Dopamin
- 2004 Adios
- 2007 Onkelz wie Wir – Neuaufnahme (Na nowo nagrany album z 1987r)
- 2011 Lieder wie Orkane (Box the best of – 4 CD i 1 DVD)
- 2015 Nichts ist für die Ewigkeit – Vinyl und CD Box (edycja kolekcjonerska the best of – tylko 5000 sztuk)
- 2015 Symphonien und Sonaten – 35 Jahre Böhse Onkelz – Bratislava Symphony Orchestra
- 2016 Memento
- 2018 30 Jahre Kneipenterroristen (Neuaufnahme)
- 2020 Böhse Onkelz

### Single i Maxi-CD
- 1981 Kill the Hippies – Oi
- 1992 Ich bin in dir
- 1995 Finde die Wahrheit
- 1998 Terpentin
- 1998 Shape
- 2000 Dunkler Ort
- 2002 Keine Amnestie für MTV
- 2004 Onkelz vs. Jesus
- 2015 Wir bleiben

### Albumy koncertowe
- 1992 Live in Vienna 1991 (2 LP; CD, VHS)
- 1997 Live in Dortmund 1996 (2 CD, VHS)
- 2000 Böhse Onkelz Tour 2000 (2 DVD, CD, VHS)
- 2001 20 Jahre – Live in Frankfurt (2 DVD, 2 CD)
- 2005 Live in Hamburg (2 CD)
- 2005 La Ultima Tour 2004/Live in Berlin 2004 (2 DVD)
- 2007 Vaya Con Tioz 2005 (4 DVD)
- 2014 Nichts ist für die Ewigkeit – Live im Hockenheimring (DVD, Blue-ray)
- 2016 Böhse für’s Leben (3 CD)
- 2017 Live in Dortmund II
- 2017 Gegen die Zeit & Live in Berlin